# 韓國總理室非法監控民間人士事件
韓國總理室非法監控民間人士事件（韓語：민간인 불법사찰 사건）是2010年一宗發生於韓國的監控事件。這次事件由韓國國務總理室引發，當時總理室轄下的公正倫理支援官室（공직윤리지원관실）對一位民間人士作出了監控行為，而此事件於2012年韓國國會選舉再次獲得了社會關注。

## 背景

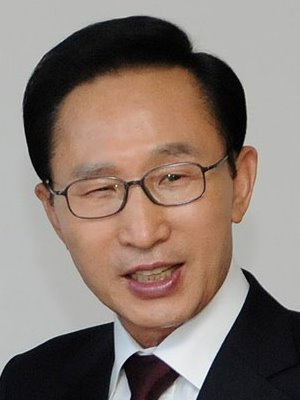
在影片中被批評的總統李明博

監控事件起源來自一段名為（意指老鼠，此字經常被朝鮮當局用作攻擊李明博）、長25分鐘的影片，該影片由一名居住於美國的韓籍學生於2008年製作，內容改編自電影，全片圍繞著對總統李明博濫用職權和官商勾結的批評。作為前總統盧武鉉支持者，銀行職員金鐘益（音譯）在同年把影片分享到網誌上，但他其後隨即被總理室監控調查，引發社會上一連串對韓國網絡審查的爭議。
金鐘益在2010年公開指控國務總理室對他進行了監控，後來卻被標籤為親朝鮮左翼份子，最後被逼辭職並移居到日本，同時欠下大筆債款。他表示網絡上有許多人都發佈了相同的影片，不明白為甚麼只有自己被針對。

## 調查過程和後續發展

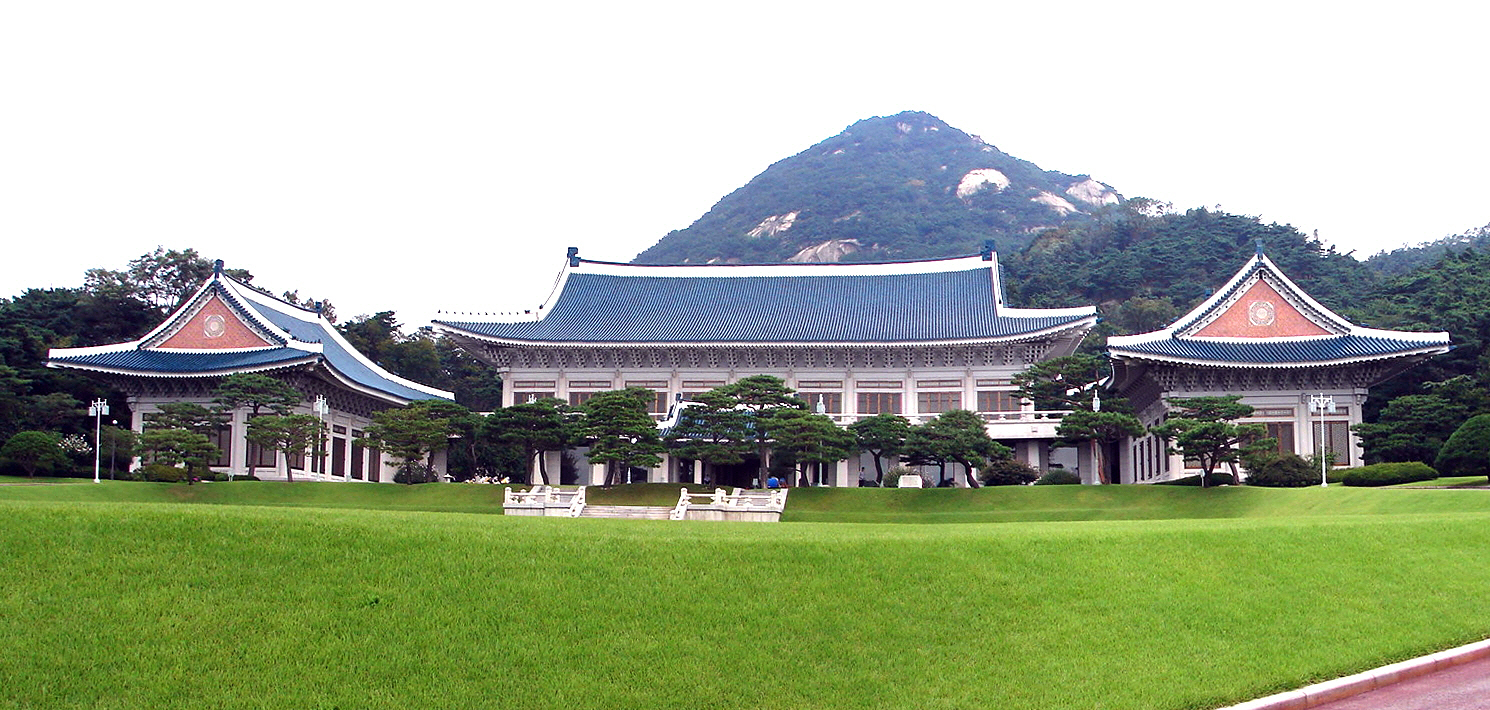
韓國總統府青瓦台

2010年7月7日，大韓民國檢察廳搜查了國務總理室，這是韓國歷史上首次強制搜查總理室轄下的部門。檢察廳發現有官員合謀掩藏部分重要文件。總統府就業與勞工關係秘書李泳鎬（音譯）在調查期間被禁止出國，然而檢察廳最後只檢控了七名低階官員。
2012年3月，檢察廳決定在公正倫理支援官室官員張真壽（音譯）的證言下重新開始調查。張真壽供稱曾在警方搜查辦公室前兩天被總統府命令銷毀監控金鐘益的證據，並在2011年被總統秘書李泳鎬（音譯）以二千萬韓圓嘗試賄賂他，要求他將總統府在事件中的角色保密。4月3日，李泳鎬和另一總統府官員崔鍾錫（音譯）因涉嫌命令張真壽銷毀事件相關證據而被逮捕。4月4日，張真壽公開了一些相片，證明他從國務總理室官員劉忠烈（音譯）取得了五千萬韓圓的賄款，作為銷毀證據的回報。

## 社會反應
由於第二次調查發生於2012年大韓民國總統選舉期間，政界開始爭論監聽行為是否只發生於盧武鉉執政時期、還是在李明博上任後依然延續。2012年3月8日，韓國最大反對黨民主黨要求政府重新徹查事件。此前，正在罷工的韓國放送公社工會曾經宣稱從李明博政府手上取得了2,619份監聽報告，並上傳了一部分檔案，顯示國務總理室在2008至2010年間展開了範圍甚廣的監控行動，監控對象除了有公務員外，也包括了公共企業高級人員、政治家、大企業總裁、傳媒界和金融界人士、以至普通民眾。兩名大韓民國國家情報院前院長高泳耇和金萬福均否認了相關指控。放送公社工會在兩人否認後透過Twitter批評兩人說謊，但瞬即刪除了該貼文並道歉。放送公社記者後來反駁了兩人的言論，稱包含重複對象在內的監控個案合共有2,837宗，當中2,356宗發生於盧武鉉執政時期，而其中10宗針對平民。2015年7月14日，韓國國家情報院在國會會議上承認曾經在2012年1月和7月從意大利購買一款黑客軟件，該軟件可以用於盜取電腦數據、以及遠程操控智能手機和電腦，但情報院聲稱軟件純屬用於研究，從未用於監聽韓國公民。
《韓國時報》和《紐約時報》將事件稱為「韓國的水門事件」。

## 外部連結
- What is the Prime Minister's Office's 'Illegal Surveillance Incident'? （页面存档备份，存于） 
- Cover-up allegations （页面存档备份，存于） （英文）
- Agency spied on South Korean blogger critical of president （页面存档备份，存于） （英文）
- SOUTH KOREA: Impartial investigation into unlawful surveillance by presidential office unlikely without independent prosecution （页面存档备份，存于） （英文）
- SOUTH KOREA: Korean style of 'Watergate Scandal'? （页面存档备份，存于） （英文）
- SOUTH KOREA: Strong support to those who are struggling for freedom of the media （页面存档备份，存于） （英文）
- Plot thickens in illegal surveillance case （页面存档备份，存于） （英文）
- Snooping dogs Lee （页面存档备份，存于） （英文）